# Pęczek potyliczny pionowy
Pęczek potyliczny pionowy (łac. fasciculus occipitalis verticalis, ang. vertical occipital fasciculus, VOF) – pęczek włókien kojarzeniowych, łączący tylną część płata ciemieniowego z płatem skroniowym i płatem potylicznym.
Strukturę opisał jako pierwszy Carl Wernicke w 1881 roku u małp, nazywając ją senkrechte Occipitalbündel. Heinrich Obersteiner w 1888 roku wykazał obecność analogicznej struktury w mózgu ludzkim, wprowadził nazwę fasciculus occipitalis perpendicularis. Heinrich Sachs również potwierdził istnienie VOF u ludzi, wprowadził na jego określenie termin stratum profundum convexitatis. Przez kolejne lata istnienie pęczka podłużnego pionowego było kwestionowane (m.in. przez Schnopfhagena i Monakowa). Alfred Walter Campbell w swoich pracach nie kwestionował istnienia pęczka, ale wątpił w znaczenie tej struktury. Dopiero Yeatman i wsp. dowiedli istnienia VOF in vivo w ludzkim mózgu, używając obrazowania dyfuzyjnego rezonansu magnetycznego. Kolejne badania sugerują istotną rolę pęczka podłużnego pionowego w komunikacji obszarów mózgu odpowiedzialnych za percepcję postrzeganych obiektów a regionami mapującymi informację przestrzenną.